# فولكس فاجن كوبلوجن

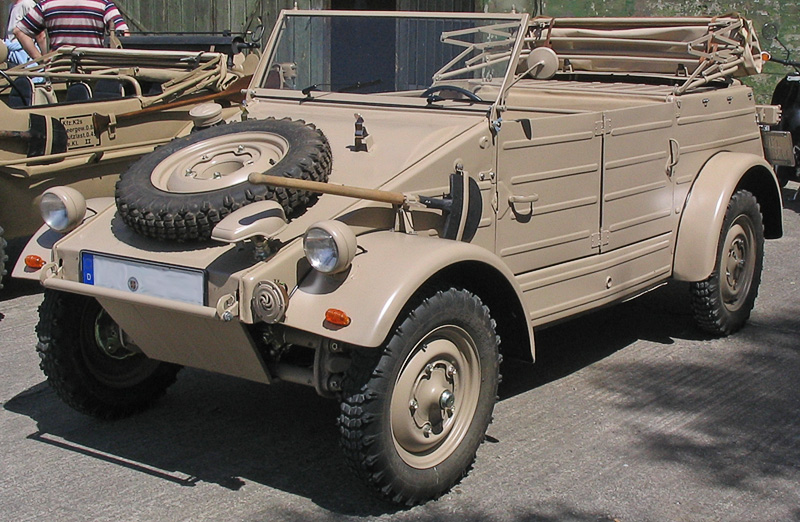
مركبة فولكس فاجن كوبلوجن.

فولكس فاجن كوبلوجن (بالألمانية: Volkswagen Kübelwagen) أي «السيارة الدلو» ، هي سيارة جيب عسكرية ألمانية في فترة الحرب العالمية الثانية. صنعت المركبة من عام 1940 إلى عام 1945، وأنتج من هذا الطراز ما يزيد عن 50,000 مركبة.